# 天国からのラブレター
『天国からのラブレター』は、光市母子殺害事件の遺族である本村洋が出版した本。手記という形ではなく、事件で殺害された妻との往復書簡をまとめたものであり、
著者も妻・本村弥生との共著ということになっている。
新潮社から2000年に出版され、2007年には文庫化された。2007年に山口円監督により映画化された。

## 内容
前述したとおり、この本は本村洋と弥生の書簡集である。書簡集と言っても、主に手紙の書き手は妻の弥生であり、その手紙の間に挟むようにして、解説を洋が行うという形式をとっている。
本に納められている書簡は、2人が交際を始めた1994年の冬から、事件当日の1999年4月14日まで続く。冒頭には、事件の一ヶ月前から弥生さんが長女の成長を記した「パパとママの交換日記」が載せられており、いったん事件当日の日記まで進んでから、交際当初から2人の間で交換された手紙へと移っていく。そこからは時系列順に掲載されている。
初々しい交際当初から、 洋の広島大学進学に伴う遠距離恋愛、弥生の妊娠、そして結婚を経て、2人が親密になっていく様子が手紙を通して分かるようになっている。文中では弥生がダイエットをしたり、長女の妊娠中に子供の名前を考えたりと言った、普通のカップルに見受けられる、他愛もない記述がほとんどである。本には表紙を含め家族の写真がふんだんに使われており、「事件前の本村家の幸福さ」を押し出すような形になっている。
一方で、手紙に編集が施されていないがゆえに、未成年時の飲酒などの法に触れる行為や、性生活の露骨な描写、そしてふたりの共通の友人が実名で挙げられ、彼女らへの陰口やプライバシーの暴露など、不特定多数の人物の目に触れる書籍としてはかなり激しい内容もあり、これに対しては批判的論評もある。
文庫本化の際、あとがきに「当然ながら、妻の友人や親類の方々には、知らなくてよいことまで知ってしまい、ご迷惑をお掛けすることになるであろうことも危惧していました。実際に出版した後に、本当にご迷惑をお掛けした方も多数おられます。このことについては本当に申し訳なく思っています。 」との記載が加えられたが、本文に名前を匿名にするなどの手が加えられることはなかった。
弥生と長女の命を奪った光市母子殺害事件については、文中のほぼすべてが弥生存命時の手紙であるため記述はほとんどなく、わずかに触れられているだけとなっている。

## 書誌情報
- 本村洋・本村弥生『天国からのラブレター』新潮社、2000年。ISBN 978-4-10436501-2
- 本村洋・本村弥生『天国からのラブレター』（新潮文庫）新潮社、2007年。ISBN 978-4-10130551-6

## 映画

### キャスト
- 須賀貴匡 （本村洋）
- 中村ゆり （宮地/本村弥生）
- 高橋ひとみ （宮地幸代）
- 五代高之 （本村永輔）
- 根岸季衣 （本村美枝子）

### スタッフ
- 製作総指揮：奥山和由
- 脚本・監督：山口円
- 企画：チームオクヤマ
- エグゼクティブプロデューサー：谷口則之

### 主題歌
Every Little Thing 『恋文』